# 대한민국 상법 제399조
대한민국 상법 제399조는 이사의 회사에 대한 책임에 대한 상법 회사법의 조문이다.

## 조문
제399조 (회사에 대한 책임)
①이사가 고의 또는 과실로 법령 또는 정관에 위반한 행위를 하거나 그 임무를 게을리한 경우에는 그 이사는 회사에 대하여 연대하여 손해를 배상할 책임이 있다.

②전항의 행위가 이사회의 결의에 의한 것인 때에는 그 결의에 찬성한 이사도 전항의 책임이 있다.

③전항의 결의에 참가한 이사로서 이의를 한 기재가 의사록에 없는 자는 그 결의에 찬성한 것으로 추정한다.

第399條 (會社에 對한 責任) ① 理事가 고의 또는 과실로 법령 또는 정관에 위반한 행위를 하거나 그 임무를 게을리한 경우에는 그 理事는 會社에 대하여 연대하여 손해를 배상할 책임이 있다.

②前項의 行爲가 理事會의 決議에 依한 것인 때에는 그 決議에 贊成한 理事도 前項의 責任이 있다.

③前項의 決議에 參加한 理事로서 異議를 한 記載가 議事錄에 없는 者는 그 決議에 贊成한 것으로 推定한다.

## 같이 보기
- 경영판단의 원칙
- 대한민국 민법 제750조
- 연대책임